# Aníbal Reis Costa
Aníbal Sousa Reis Coelho da Costa (Ferreira do Alentejo, 16 de Janeiro de 1973) é um político e empresário português.

## Biografia

### Nascimento e formação
Aníbal Reis Costa é filho do médico e deputado Aníbal Coelho da Costa.
Licenciou-se em gestão e administração pública, pelo Instituto Superior de Ciências Sociais e Políticas, em Lisboa,[carece de fontes?] com pós-graduação em administração pública e desenvolvimento regional, pela Universidade de Évora.[carece de fontes?]

### Carreira política e profissional
Foi candidato à presidência da Câmara Municipal de Ferreira do Alentejo durante as eleições autárquicas de 2005, pelo Partido Socialista.[carece de fontes?]
Ocupou a posição de presidente da Câmara Municipal de Ferreira do Alentejo durante três mandatos sucessivos, de 2005 a 2017. Sucedeu a Luís António Pita Ameixa, que foi presidente entre 1993 e 2005. Não se recandidatou às autárquicas para 2017, por impossibilidade legal,[carece de fontes?] tendo Luís António Pita Ameixa sido eleito como novo presidente da autarquia de Ferreira do Alentejo.
Entre 2009 e 2013, presidiu ao Conselho Geral do Agrupamento de Escolas de Ferreira do Alentejo, e de 2013 a 2016 fez parte da Comissão Diretiva da Associação Nacional de Autarcas do Partido Socialista. Entre 2009 e 2017 foi membro do Conselho Económico e Social, indicado pelo Conselho da Região Alentejo. Entre 2005 e 2017 exerceu como presidente da Assembleia Intermunicipal da Associação de Municípios Alentejanos para a Gestão Regional do Ambiente, e no mesmo período também fez parte do Comité das Regiões da União Europeia.
Foi presidente efectivo da Assembleia Geral da Entidade Regional de Turismo Alentejo / Ribatejo em 2013, 2014, 2015, 2016, e 2017.
Em Outubro de 2017, foi nomeado como adjunto de José Luís Carneiro, na Secretaria de Estado das Comunidades Portuguesas (Ministérios dos Negócios Estrangeiros).  Entre Janeiro de 2018 e 30 de Junho de 2019, exerceu como director executivo da empresa intermunicipal Resialentejo, e em Outubro de 2019, tornou-se chefe de gabinete do secretário-geral adjunto do Partido Socialista (Lisboa) 
Em outubro de 2020 foi eleito Vice-Presidente da CCDR Alentejo pelos Presidentes de Câmara Municipal do Alentejo e designado substituto do Presidente.(https://diariodarepublica.pt/dr/legislacao-consolidada/resolucao-conselho-ministros/2020-164234050)

## Homenagens
Aníbal Reis Costa foi um dos autarcas homenageados durante a gala do décimo aniversário da Associação de Municípios Portugueses do Vinho.